# Schwägalp
Der Schwägalppass ist ein 1278 m ü. M. hoher Pass, er liegt in der Ostschweiz zwischen Nesslau-Neu St. Johann im Obertoggenburg im Kanton St. Gallen und Urnäsch im Kanton Appenzell Ausserrhoden. Der eigentliche Scheitelpunkt der Strasse mit 1299 m ü. M. befindet sich etwas südwestlich davon auf dem Gebiet der Gemeinde Nesslau. Das Berggasthaus Passhöhe liegt etwas unterhalb der höchsten Stelle bei der Strassenkreuzung zur Talstation der Säntisseilbahn.

## Geographie und Name
Der Pass wird von zwei ungleich hohen Bergen gesäumt: im Südosten der Säntis (2502 m ü. M.), im Nordwesten die Hochalp (1530 m ü. M.).
Die Bezeichnung des Passübergangs kommt vom Namen der Alplandschaft östlich davon, obwohl das Areal direkt beim Passübergang früher zur Nesslauer Wideralp gehörte. Im Dialekt heisst die namengebende Alp ['ʃwɛgalp], mittelalterliche Belege schreiben Sweigalpe (ca. 1280) ~ Swaigalb (ca. 1335). Der Name ist von einem veralteten Wort „Schweige“ mit der Bedeutung „Viehweide“ abgeleitet, wobei die Monophthongierung von -ei- durch -ä- ein Merkmal des lokalen Appenzeller Dialekts ist.
Die Sennerei auf der Schwägalp (1360 m ü. M.) erreicht man über eine Abzweigung von der Strassenkreuzung bei Sibenbrünnen aus. Die mehrere Quadratkilometer grosse Alp liegt auf dem Gebiet der Gemeinde Hundwil (AR) am Nordwesthang des Säntis (2502 m ü. M.) und ist Ausgangspunkt der Luftseilbahn Schwägalp–Säntis (LSS).
Das Alpgebiet ist unterteilt in die Grosse Schwägalp direkt unterhalb des Säntismassivs und die Kleine Schwägalp nördlich davon am Fuss des Nosshalden. Die teilweise recht flache Alplandschaft weist grosse Feuchtgebiete auf, in denen die Quellbäche der Urnäsch entspringen.
Die Moorlandschaft der Schwägalp ist mit dem Säntisgebiet im Bundesinventar der Landschaften und Naturdenkmäler von nationaler Bedeutung verzeichnet.

## Tourismus
Die erste Luftseilbahn auf den Säntisgipfel wurde 1935 erstellt, nachdem mehrere Projekte gescheitert waren, den Säntis von Wasserauen oder Unterwasser SG aus mit einer Säntis-Bahn zu erreichen. Die 21 Kilometer lange Passstrasse von Urnäsch nach Neu St. Johann wurde zur selben Zeit gebaut, um die Touristen bequem zur Bahn bringen zu können. Früher bestanden als Verbindung zwischen den beiden Tälern nur der Saumpfad über den etwas kürzeren und tiefer liegenden Chräzerenpass rund einen Kilometer westlich des Schwägalppasses und ein Fussweg über Sägen nach Grossgarten. Von Urnäsch und Nesslau aus führen Postautokurse auf die Schwägalp.

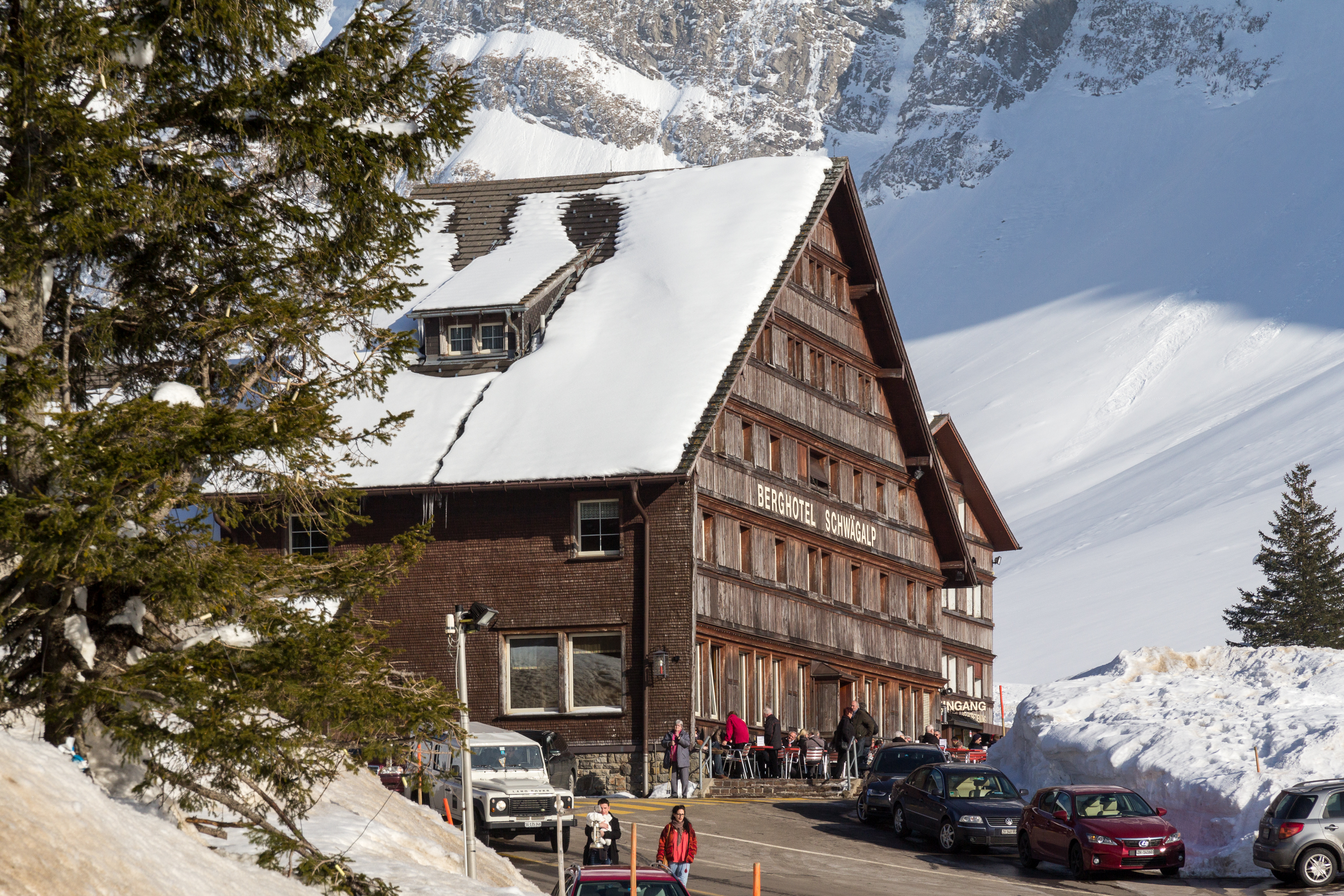
Berghotel Schwägalp im März 2013, abgebrochen 2016

Wegen des Säntis-Tourismus ist die Schwägalp geprägt von vielen Autoparkplätzen und Tourismus-Einrichtungen. Die Schwägalp selbst ist – abgesehen von den Luftseilbahnbenützern und Wanderern – vor allem für Mountain Biker und Motorradfahrer ein beliebtes Ausflugsziel, und dank der guten Erreichbarkeit mit öffentlichen und privaten Verkehrsmitteln ist sie ein Ausgangspunkt für Wanderungen und Bergtouren im Alpstein und auf den nördlich davon liegenden Bergzügen, besonders über den Spicher und die Hochalp, über den Hinderfallenchopf nach Ennetbühl sowie auf den Kronberg südlich von Jakobsbad. Von der Schwägalp führt ein anspruchsvoller Alpinwanderweg auf den Säntis: der 1872 angelegte Säntisweg, der kürzeste der vielen Aufstiegswege.
Durch die Alplandschaft führen mehrere von Appenzellerland Tourismus angelegte Themenwege, die eine Einführung in die naturkundlichen und kulturgeschichtlichen Qualitäten des «NaturErlebnisparks Schwägalp/Säntis» bieten.
Auf der Schwägalp befindet sich seit 1997 eine für Besucher zugängliche Schaukäserei, die Milch verschiedener Sömmerungsbetriebe zu Schwägalpkäse verarbeitet.
Am 10. Januar 2019 traf während der Alpen-Starkschneefälle eine Lawine unter der westlichen Säntisflanke einen Teil des 2015 neu erstellten Hotels auf der Schwägalp. Der Standort galt früher als lawinensicher, liegt aber in einem als gefährdet ausgewiesenem Gebiet. Eine zweite Lawine am Säntis hat die unterste Stütze der Säntisbahn in der Nacht vom 13. auf den 14. Januar 2019 beschädigt. Der öffentliche Betrieb der Bahn musste aus Sicherheitsgründen für die mehrere Monate dauernde Zeit der Reparaturarbeiten eingestellt werden.

## Kultur und Brauchtum
Der Schwägalpschwinget gehört zu den wichtigen Bergschwingfesten in der Schweiz. Der erste Schwinget auf der Schwägalp fand 1921 statt, nach einigen Pausen gab es drei Schwinget in den 1950er-Jahren, dann erst wieder 1998, und seit dem Jahr 2000 findet der Schwinget jährlich statt.

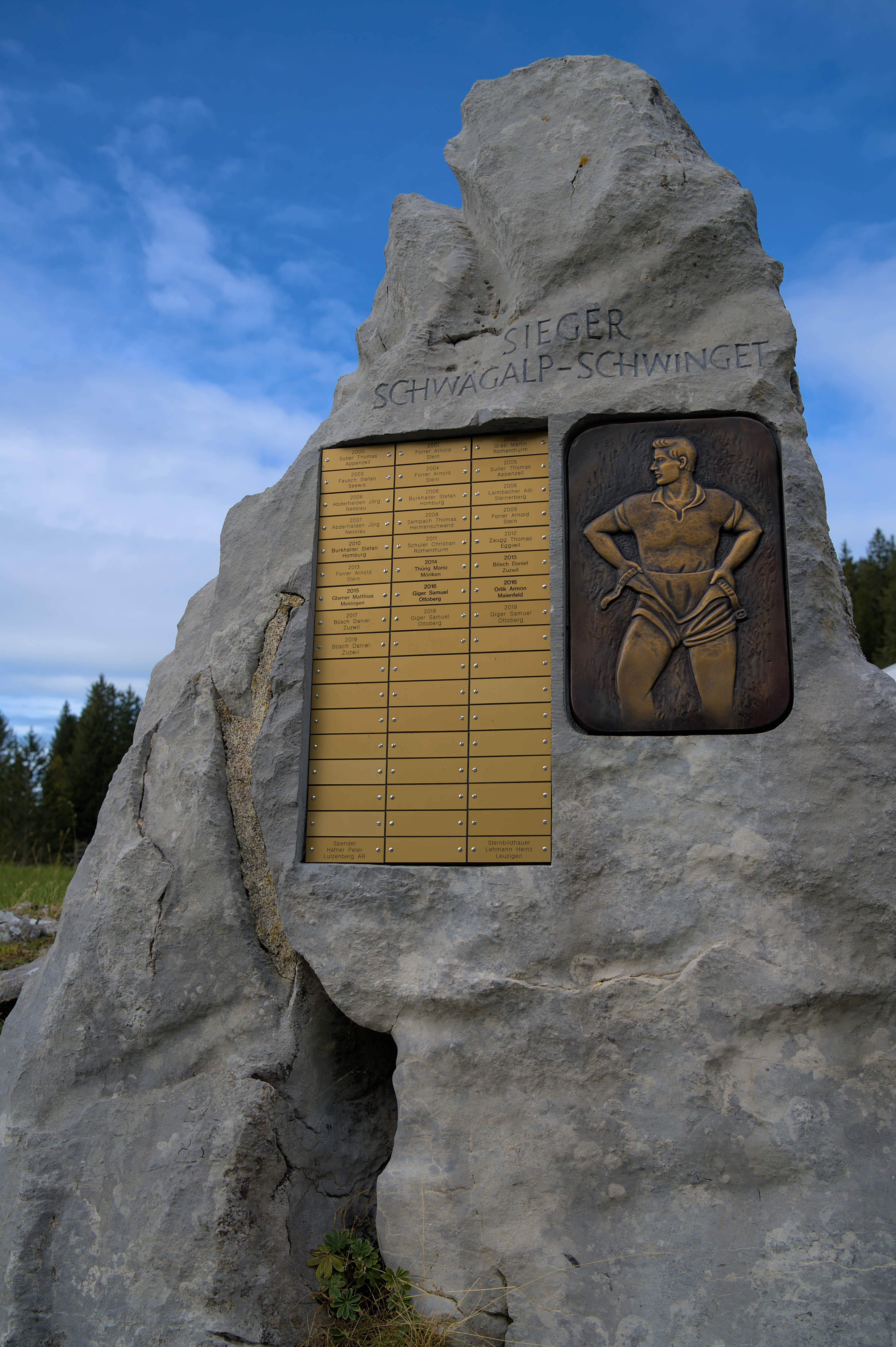
Gedenkstein für die Sieger des Schwägalp Schwingfestes

1971 wurde zwischen der Passhöhe und der Talstation der Seilbahn die Bruder-Klaus-Kapelle errichtet, die ökumenisch genutzt wird.